# Zaklopatica (Lastovo)
Zaklopatica je naseljeno mjesto u Dubrovačko-neretvanskoj županiji, smješteno na otoku i istoimenoj općini Lastovo.

## Zemljopisni položaj
Naselje se nalazi na sjevernoj strani otoka Lastovo, u uvali nasuprot otočića Zaklopatica. Od grada Lastova koji leži u unutrašnjosti otoka, udaljena je svega 2 km sjeverozapadno, a od trajektne luke Uble, koja se nalazi jugozapadno, dijeli je 7 km.

## Stanovništvo
Prema popisu stanovništva iz 2001. godine u mjestu obitava 71 stanovnik.
| broj stanovnika |       |       |       |       |       |       |       | 15    | 12    | 5     |       |       | 22    | 69    | 71    | 87    | 104   |
|                 | 1857. | 1869. | 1880. | 1890. | 1900. | 1910. | 1921. | 1931. | 1948. | 1953. | 1961. | 1971. | 1981. | 1991. | 2001. | 2011. | 2021. |

## Gospodarstvo
Malobrojno stanovništvo u naselju se bavi turizmom, ugostiteljstvom i ribarstvom.

## Vanjske poveznice
- Turistička zajednica Općine Lastovo
- Portal za PP Lastovo